# Принсипал, Виктория
Виктория Принсипал (англ. Victoria Principal; род. 3 января 1950, Фукуока) — американская актриса, писательница и предприниматель, наиболее известная по роли Памелы Барнс Юинг в популярном телесериале «Даллас», в котором она снималась с 1978 по 1987 год.

## Ранняя жизнь
Виктория Принсипал родилась в Фукуока, Япония, в семье сержанта авиации США. Поскольку её отец был военным, она вместе с семьей часто путешествовала и в разное время проживала в Лондоне, Пуэрто-Рико, Флориде, Массачусетсе и Джорджии и т. д.
Окончив среднюю школу в 1968 году, Принсипал поступила в Майами-Дейд-колледж, намереваясь изучать медицину. За несколько месяцев до окончания первого года обучения, она была серьёзно ранена в автокатастрофе по дороге домой из библиотеки. Другой водитель был осужден за вождение в нетрезвом виде и отбывал срок тюремного заключения. После нескольких месяцев восстановления после аварии, она столкнулась с перспективой того, что ей придется пройти первый курс заново. Спустя некоторое время она решила бросить обучение и переехала в Нью-Йорк, чтобы начать актёрскую карьеру. После она окончила Королевскую академию драматического искусства в Лондоне, а в 1971 году переехала в Лос-Анджелес.

## Карьера
Виктория Принсипал снялась в нескольких голливудских фильмах в начале своей карьеры, самый известный из которых «Жизнь и времена судьи Роя Бина» 1972 года, где она сыграла вместе с Полом Ньюманом. Принсипал получила номинацию на премию «Золотой глобус» за свою роль в фильме. В следующем году она сыграла главную роль в провальном фильме «Голая обезьяна», а в 1974 году в фильме-катастрофе «Землетрясение». Позже, недовольная предлагаемыми ей ролями и фильмами, Принсипал решила переквалифицироваться в продюсера и на несколько лет покинула экраны.
В 1977 году Аарон Спеллинг предложил ей роль в своем новом сериале «Остров фантазий», однако та отказалась. В следующем году актриса получила свою самую известную в карьере роль — Памелы Барнс Юинг в телесериале «Даллас». После успеха «Далласа», Принсипал стала одной из наиболее популярных звезд телевидения того периода, особенное внимание в таблоидах уделялось личной жизни и слухам об актрисе. В 1983 году она получила номинацию на премию «Золотой глобус» за лучшую женскую роль в телевизионном сериале — драма за свою роль в сериале. После девяти лет игры в шоу она покинула его в 1987 году и после продолжала сниматься, в основном в сделанных для телевидения фильмах, стараясь отойти от образа своей героини в «Далласе».
В 1987 году Принсипал открыла собственную производственную студию Victoria Principal Productions, снимавшую телефильмы и прочую продукцию. Два года спустя создала компанию по выпуску продуктов по уходу за кожей, которая стала чрезвычайно успешной в коммерческом плане с годовым оборотом более 100 млн долларов в год к концу двухтысячных. Принципал также успешный автор, она выпустила три книги об уходе за собой: The Body Principal (1983), The Beauty Principal (1984) и The Diet Principal (1987). Она опубликовала свою четвертую книгу Living Principal в 2001 году, которая продержалась на первом месте в списке бестселлеров The New York Times.

## Личная жизнь
Виктория Принсипал была замужем дважды. Её первым мужем был Кристофер Скиннер, который появился в эпизоде сериала «Даллас». Их брак продлился два года, с 1978 по 1980. В июне 1985 года она вышла замуж за доктора Гарри Глассмана. В 2006 году Принсипал подала на развод сославшись на непримиримые разногласия.

## Фильмография
| Год       |    | Русское название                               | Оригинальное название                           | Роль                                      |
| --------- | -- | ---------------------------------------------- | ----------------------------------------------- | ----------------------------------------- |
| 1972      | ф  | Жизнь и времена судьи Роя Бина                 | The Life and Times of Judge Roy Bean            | Мария Елена                               |
| 1973      | с  | Любовь по-американски                          | Love, American Style                            | Валери Стивенс / Сэнди                    |
| 1973      | ф  | Голая обезьяна                                 | The Naked Ape                                   | Кэти                                      |
| 1973      | с  | Любовная история                               | Love Story                                      | Карен                                     |
| 1974      | с  | Баначек                                        | Banacek                                         | Брук Коллинз                              |
| 1974      | ф  | Землетрясение                                  | Earthquake                                      | Роза Амичи                                |
| 1975      | тф | —                                              | Last Hours Before Morning                       | Иоланда Маркес                            |
| 1976      | ф  | Прямо сейчас                                   | I Will, I Will… for Now                         | Джеки Мартин                              |
| 1976      | ф  | Банда защитников                               | Vigilante Force                                 | Линда Кристофер                           |
| 1977      | с  | Остров фантазий                                | Fantasy Island                                  | Мишель                                    |
| 1977      | тф | —                                              | The Night They Took Miss Beautiful              | Реба Бар Лев                              |
| 1978—1987 | с  | Даллас                                         | Dallas                                          | Памела Барнс Юинг                         |
| 1979      | с  | —                                              | Greatest Heroes of the Bible                    | королева Эстер                            |
| 1979      | с  | Гавайи 5-O                                     | Hawaii Five-O                                   | Долорес Сандовер                          |
| 1980      | тф | Дворец наслаждений                             | Pleasure Palace                                 | Патти Флинн                               |
| 1982      | тф | Не просто очередной роман                      | Not Just Another Affair                         | доктор Дайана Доусон                      |
| 1987      | тф | —                                              | Mistress                                        | Рэй Колтон                                |
| 1989      | тф | —                                              | Naked Lie                                       | Джоанн Доусон                             |
| 1989      | тф | Слепой свидетель                               | Blind Witness                                   | Мэгги Кемлич                              |
| 1990      | тф | —                                              | Sparks: The Price of Passion                    | Патриша Спаркс                            |
| 1990      | тф | —                                              | Just Life                                       | Клэр                                      |
| 1991      | тф | Кошмар                                         | Don’t Touch My Daughter                         | Линда                                     |
| 1992      | с  | Под тяжестью доказательств                     | The Burden of Proof                             | Марджи Эллисон                            |
| 1992      | тф | —                                              | Seduction: Three Tales from the «Inner Sanctum» | Патти / Сильвия                           |
| 1993      | тф | Травля                                         | River of Rage: The Taking of Maggie Keene       | Мэгги Кин                                 |
| 1994      | тф | Одержимость                                    | Beyond Obsession                                | Элеанор Ди Карло                          |
| 1994      | с  | Большой ремонт                                 | Home Improvement                                | Лес Томпсон                               |
| 1995      | тф | Танцующие в темноте                            | Dancing in the Dark                             | Анна Форбс                                |
| 1995      | с  | Шоу Ларри Сандерса                             | The Larry Sanders Show                          | в роли самой себя                         |
| 1996      | тф | Похищение                                      | The Abduction                                   | Кейт Финли                                |
| 1997      | тф | Любовь в другом городе Барбары Тейлор Брэдфорд | Love in Another Town                            | Мэгги Соррелл                             |
| 1998      | ф  | Майкл Кейл против всемирной службы новостей    | Michael Kael contre la World News Company       | Лейла Паркер                              |
| 1999      | с  | Надежда Чикаго                                 | Chicago Hope                                    | в роли самой себя                         |
| 1999      | с  | Джек и Джилл                                   | Jack & Jill                                     | Сесилия Барретт                           |
| 1999      | с  | Журнал мод                                     | Just Shoot Me!                                  | Роберта                                   |
| 1999—2000 | мс | Гриффины                                       | Family Guy                                      | доктор Аманда Ребекка / Памела Барнс Юинг |
| 2000      | с  | Провиденс                                      | Providence                                      | Донна Тапперман                           |
| 2000      | с  | Практика                                       | The Practice                                    | Кортни Хенсон                             |
| 2000—2001 | с  | Титаны                                         | Titans                                          | Гвен Уильямс                              |